# Grafton (Herefordshire)
Pour les articles homonymes, voir Grafton.
Grafton est une paroisse civile et un village du Herefordshire, en Angleterre.